# Genetta abyssinica
La genetta abissina (Genetta abyssinica  Rüppell, 1836) è un carnivoro della famiglia dei viverridi diffuso nell'Africa orientale.

## Descrizione

### Dimensioni
Carnivoro di medie dimensioni, con la lunghezza della testa e del corpo tra 400 e 500 mm, la lunghezza della coda tra 400 e 450 mm e un peso fino a 2 kg.

### Aspetto
La pelliccia è corta e ruvida. Il corpo è uniformemente color sabbia. Una striscia dorsale scura, attraversata da una più chiara, si estende dalle spalle fino alla base della coda. Sono presenti 5 file di macchie nerastre lungo i fianchi. Le macchie della prima fila sono unite tra loro, in maniera tale da formare una linea continua irregolare. La parte centrale tra i cuscinetti della pianta della mano è priva di peluria. La coda è più corta della testa e del corpo, ha 7-8 anelli chiari intervallati da anelli più scuri e più sottili, mentre la punta è nera. Le femmine hanno solitamente un paio di mammelle addominali.

## Distribuzione e habitat
Questa specie è diffusa a Gibuti, Eritrea, Etiopia centrale e settentrionale, Somalia nord-occidentale e Sudan centro-orientale.
Vive in diversi tipi di habitat, dalle pianure costiere alle brughiere montane e alle praterie afro-alpine fino a 3.750 metri di altitudine.

## Conservazione
La IUCN Red List, considerato il vasto Areale e i molteplici habitat, classifica G.abyssinica come specie a rischio minimo (Least Concern).